# Cascades Hum Hum
Les cascades Hum Hum són unes cascades situades a Moulvibazar, Bangladesh. Van ser descobertes el 2010. Estan situades al bosc de la reserva de Razkandi, districte de Maulvibazar, Sylhet.
L'altura de les cascades és d'uns 45-49 m.